# Добрани (Плзењ-југ)
Добрани (чеш. Dobřany) град је у Чешкој Републици. Град се налази у управној јединици Плзењски крај, у оквиру којег припада округу Плзењ-југ.

## Становништво
Према подацима о броју становника из 2014. године град је имао 6.113 становника.